# ОШ „Шаму Михаљ” Бачко Петрово Село
'ОШ „Шаму Михаљ” Бачко Петрово Село је основна школа у Бачком Петровом Селу, општина Бечеј. Налази се у улици Др Имреа Киша 34, Бачко Петрово Село.

## Историјат школе
Према историјским изворима, прва школа у Бачком Петровом Селу основана је давне 1703. године, непосредно после оснивања Потиско-поморишке границе (1702. године) као једна у низу српских народних школа у Бачкој на почетку 18. века. Први учитељи су били свештеници Петар и Бошко. Од 1751. насеље је у саставу Потиског крунског дистрикта, а године 1773 основана је прва римокатоличка народна основна школа.
Основна школа “Шаму Михаљ” у Бачком Петровом Селу ради под овим именом и по данашњој структури од 1955. године.

## Школа данас
Школа користи два објекта у ул. Лењинова 34. (нова, савремена школска зграда саграђена 1978.) и Дожа Ђерђа 3. (стара зграда из 1891.) Објекти су повезани заједничким двориштем.               
Током 2022 године у плану реновирање зграде школе.
У школи се уређује и зидаје ђачки лист „Кисокос-Школарац” који се штампа у обиму од 36 страна у тиражу од 350 примерака. Почетком 2007. године пуштен је у рад школски радио који емитује вести и пригодне програма као и избор музике на сваком одмору.

## Организација рада школе[1]
Школа ради по систему кабинетске наставе, у једној смени. Сви наставници разредне наставе раде у сопственој учионици, а већина наставника предметне наставе има свој кабинет.
Школа је релативно добро опремљена наставним средствима, школа располаже са уређајима за мултимедијални рад, Фискултурну салу којом школа такође располаже, поред ученика школе користе и неки спортски клубови из села.

## Награде и признања
Као знак признања за свој рад, школа је 2004. године добила признање „Др Ђорђе Натошевић” за постигнуте изузетне резултате у наставном раду и неговању традиционалних вредности међусобног уважавања и поштовања у вишенационалној средини и организовању и активном учешћу у сарадњи са културним институцијама локалне заједнице.